# Nikodem (Horenko)

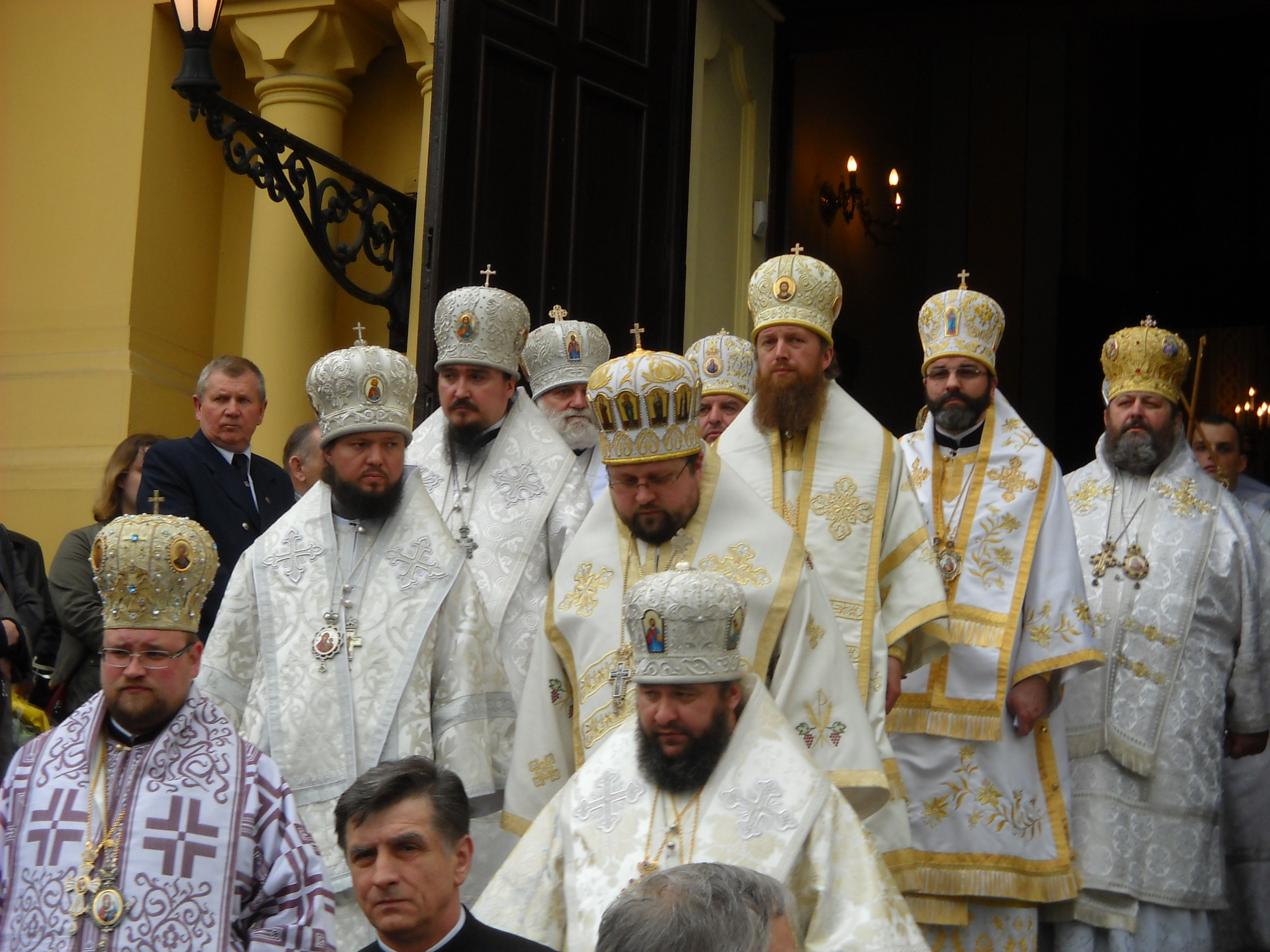
Na uroczystościach pogrzebowych arcybiskupa hajnowskiego Mirona

Nikodem, imię świeckie Wiktor Horenko (ur. 26 lutego 1972 w Zalisiu) – ukraiński biskup prawosławny.

## Życiorys
Ukończył szkołę muzyczną w Krzywym Rogu w 1991, uzyskując prawo wykonywania zawodu nauczyciela muzyki i śpiewu. Po odbyciu służby wojskowej w 1995 wstąpił jako posłusznik do ławry Peczerskiej, gdzie 14 grudnia 1996 biskup włodzimiersko-wołyński i kowelski Symeon wyświęcił go na diakona. W tym samym roku został skierowany do pracy jako diakon w soborze Zaśnięcia Matki Bożej we Włodzimierzu. W 1998 podniesiony do godności protodiakońskiej.
W latach 1998–2002 uczył się w trybie zaocznym w seminarium duchownym w Kijowie. 2 czerwca 2001 został wyświęcony na kapłana w soborze, w którym służył jako diakon. 2 marca 2002 w tej samej cerkwi ks. Wiktor Horenko złożył wieczyste śluby zakonne, przyjmując imię Nikodem. 19 maja tego samego roku metropolita kijowski i całej Ukrainy Włodzimierz nadał mu godność ihumena, zaś 24 września 2003 – archimandryty.
31 maja 2007 Święty Synod Ukraińskiego Kościoła Prawosławnego nominował go na biskupa szepetowskiego i sławuckiego. Chirotonia biskupia miała miejsce 4 czerwca tego samego roku w cerkwi refektarzowej ławry Peczerskiej. 10 czerwca Synod zdecydował o skierowaniu go do eparchii włodzimiersko-wołyńskiej w miejsce przewidywanej poprzednio katedry.
W czerwcu 2011 został przeniesiony na katedrę żytomierską, zaś w kwietniu roku następnego podniesiony do godności arcybiskupiej. 28 lipca 2017 r. został podniesiony do godności metropolity.